# Équipe de Gambie féminine de football
Cet article traite de l'équipe féminine. Pour l'équipe masculine, voir Équipe de Gambie de football.
Maillots
L'équipe de Gambie féminine de football est l'équipe nationale qui représente la Gambie dans les compétitions internationales de football féminin. Elle est gérée par la Fédération de Gambie de football.
La Gambie joue son premier match officiel le 7 avril 2018 contre le Burkina Faso dans le cadre des qualifications pour la Coupe d'Afrique des nations féminine de football 2018 ; les Gambiennes s'inclinent à Ouagadougou sur le score de 2-1.